# Hylotelephium erythrostictum
Hylotelephium erythrostictum är en fetbladsväxtart som först beskrevs av Friedrich Anton Wilhelm Miquel, och fick sitt nu gällande namn av Hideaki Ohba. Hylotelephium erythrostictum ingår i släktet kärleksörter, och familjen fetbladsväxter. Inga underarter finns listade i Catalogue of Life.

## Bildgalleri

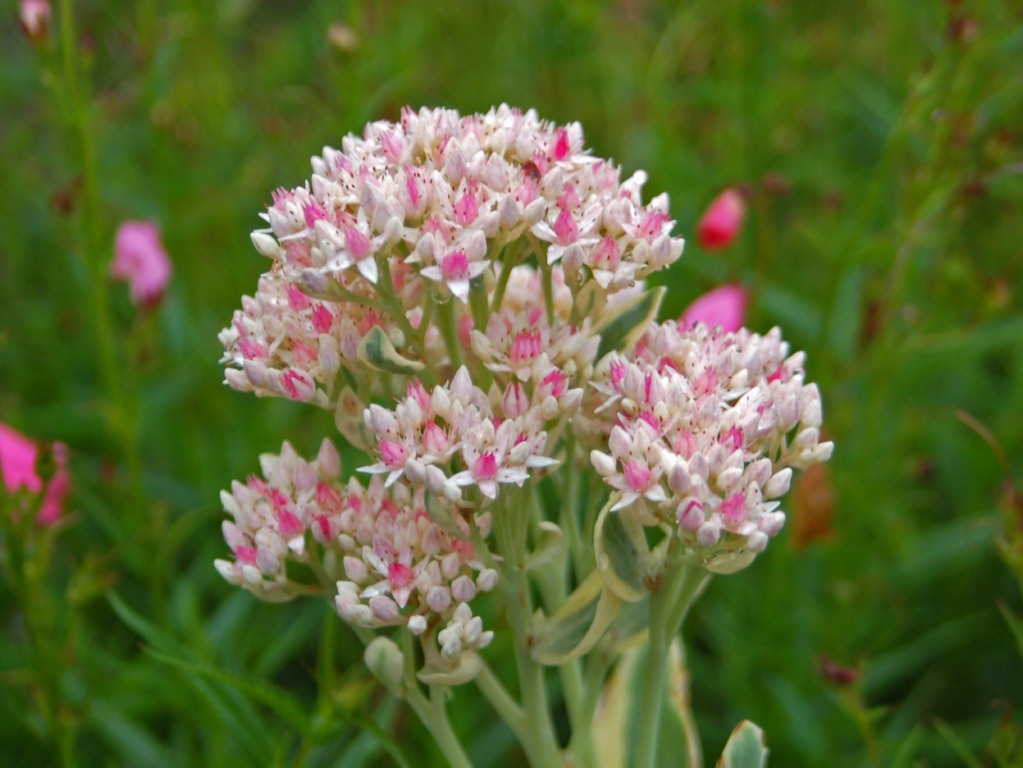